# Monica Hargrove
Monica Hargrove, född den 30 december 1982, är en amerikansk friidrottare som tävlar i kortdistanslöpning.
Hargrove deltog i det amerikanska stafettlaget på 4 x 400 meter som blev silvermedaljörer vid inomhus-VM 2006 i Moskva.

## Personliga rekord
- 400 meter - 51,00